# Djinoundié
Djinoundié est un village du Sénégal situé en Basse-Casamance. Il fait partie de la communauté rurale de Djinaky, dans l'arrondissement de Kataba 1, le département de Bignona et la région de Ziguinchor.
Lors du dernier recensement (2002), la localité comptait 529 habitants et 74 ménages.